# Dasineura cerastii
Dasineura cerastii är en tvåvingeart som först beskrevs av Binnie 1877.  Dasineura cerastii ingår i släktet Dasineura och familjen gallmyggor. Inga underarter finns listade i Catalogue of Life.